# Lars Forssell
Lars Hans Carl Abraham Forssell  (ur. 14 stycznia 1928 w Sztokholmie, zm. 26 lipca 2007 tamże) – szwedzki pisarz, poeta, dramaturg i scenarzysta. Członek Akademii Szwedzkiej, który zajął miejsce nr 4 i był następcą Sigfrida Siwertza.
Żonaty od 1951 roku z Kerstin Hane, ojciec Jonasa Forssella. Absolwent Uniwersytetu w Uppsali, studiował również w latach 40. w USA.
Zasiadał w jury konkursu głównego na 16. MFF w Berlinie (1966).